# Centrale nucleare di Fessenheim
La centrale nucleare di Fessenheim è una centrale nucleare francese situata presso la città di Fessenheim, in Alsazia. La centrale possiede due reattori PWR francesi costruiti dalla Framatome da 880 MW ognuno. L'impianto possiede i due più vecchi reattori funzionanti in Francia.
La centrale sorge presso una centrale idroelettrica fluviale, questo le consente di non dover utilizzare torri di refrigerazione in caso di basso apporto di acqua dal bacino.

## Licenze di funzionamento
Come tutti i reattori francesi, ogni 10 anni è richiesta una verifica generale per il rilascio di una nuova licenza decennale di funzionamento.

### Quarto decennio
A luglio 2011 l'ANS ha stabilito che verrà rilasciata una licenza di funzionamento per il primo reattore di ulteriori 10 anni. Questa sarà concessa se verrà rafforzato il basamento di cemento, da completare entro il 30 giugno 2013; e verranno apportati miglioramenti ai sistemi per la rimozione di potenza residua nel caso di una perdita di funzione di raffreddamento, da completare entro la fine del 2012. Il secondo reattore è attualmente sottoposto alle verifiche del terzo decennio di funzionamento. Le modifiche imposte (fra le quali il rinforzo del basamento, aumentato di spessore di 50 cm, sono state completate all'inizio del luglio 2013.

### Chiusura
La chiusura completa dell'impianto viene pianificata per il 2020, febbraio per il reattore 1, giugno per il reattore 2. Entro l'estate 2023 avverrà l'evacuazione dei combustibili utilizzati, mentre il completo smantellamento è previsto entro il 2040. Il reattore 1 viene spento nella notte tra il 21 e il 22 febbraio 2020, mentre il secondo il successivo 30 giugno.

## Controversie
Poiché è l'impianto più vecchio in Francia e contemporaneamente è situato vicino al confine con la Germania e la Svizzera, in una zona a pericolo sismico e rischio allagamento, è stato uno tra gli impianti più contestati nelle due nazioni, con associazioni transnazionali della regione ne hanno richiesto a lungo la chiusura.
La chiusura dell'impianto ha poi innescato polemiche inerenti alla politica energetica francese che potrebbe, almeno nel breve periodo, risultare in un aumento nel consumo di gas per sopperire all'aleatorietà di solare ed eolico (come è previsto in Belgio e Germania), dati i ritardi dell'impianto di Flamanville 3.